# Unforgiven (singel Le Sserafim)
Unforgiven – singel południowokoreańskiej grupy Le Sserafim we współpracy z amerykańskim muzykiem Nilem Rodgersem. Został wydany 1 maja 2023 roku jako główny singel z ich pierwszego albumu studyjnego o tej samej nazwie przez wytwórnię Source Music.
Japońska wersja tego utworu zostanie wydana 23 sierpnia 2023 roku jako drugi japoński singel zespołu przez wytwórnie EMI Records i Universal Music Japan.

## Historia wydania
6 marca 2023 roku Source Music poinformowało, że Le Sserafim wydadzą album na początku maja. 3 kwietnia potwierdzono, że pierwszy album studyjny zespołu będzie nosił tytuł Unforgiven zostanie wydany 1 maja. 18 kwietnia opublikowano listę utworów, z ogłoszeniem „Unforgiven” jako głównego singla. 24 kwietnia ukazał się zwiastun zawartość albumu. Zwiastuny teledysku zostały opublikowane 28 i 30 kwietnia. Piosenka została wydana razem z albumem i teledyskiem 1 maja. Wydanie japońskiej wersji utworu zostało ogłoszone 20 czerwca jako drugi japoński singel Le Sserafim.

## Kompozycja
„Unforgiven” został napisane i wyprodukowane przez Score (13) i Megatone (13) we współpracy z Supreme Boi, Oneye, Josefin Glenmark, Anders Gukko, Anne Judith Wik, Nermin Harambašić, Benjmn, Feli Ferraro, Kris Jana, Kyler Niko, Young Chance, Belle, Glenda Proby, Makaila J Garcia i Believve. Utwór został opisany jako hip-hopowa piosenka charakteryzująca się „rytmami funkowej gitary” granej przez amerykańskiego muzyka Nile Rodgersa. Zawiera sample z utworu „The Good, the Bad and the Ugly” Ennio Morricone znanego z filmu o tym samym tytule. Tekst piosenki mówi o „oderwaniu się od reguł narzuconych przez świat i podążaniu własną drogą”. „Unforgiven” został skomponowany w tonacji tonacji e-moll, w tempie 104 uderzeń na minutę.

## Nagrody
| Program                | Data         | Źródło |
| ---------------------- | ------------ | ------ |
| Inkigayo (SBS)         | 14 maja 2023 | [ 14 ] |
| M Countdown (Mnet)     | 11 maja 2023 | [ 15 ] |
| Music Bank (KBS2)      | 12 maja 2023 | [ 16 ] |
| Show! Music Core (MBC) | 13 maja 2023 | [ 17 ] |
| Show Champion (MBC M)  | 10 maja 2023 | [ 18 ] |
| The Show (SBS MTV)     | 9 maja 2023  | [ 19 ] |

## Personel
Zaadaptowane z notatek albumu.
- Score (13) – produkcja, instrumenty klawiszowe, perkusja, edycja cyfrowa, aranżacja wokali
- Megatone (13) – produkcja, bas, perkusja, edycja cyfrowa, aranżacja wokali
- Nile Rodgers – gitara
- Hareem – harmonijka, okaryna, Irish tin whistle, wokal w tle
- Anne Judith Wik – wokal w tle
- Josefin Glenmark – wokal w tle
- Kris Jana – wokal w tle
- Manny Marroquin – mix engineering
- Chris Galland – mix engineering
- Hwang Min-hee – inżynier dźwięku
- Ramiro Fernandez-Seoane – mix engineering assistance
- Chris Gehringer – mastering

## Notowania
| Lista                                   | Najwyższa pozycja | Źr.    |
| --------------------------------------- | ----------------- | ------ |
| South Korea (Circle)                    | 2                 | [ 20 ] |
| South Korea (Billboard)                 | 1                 | [ 21 ] |
| Canada (Canadian Hot 100)               | 92                | [ 22 ] |
| Global 200 (Billboard)                  | 23                | [ 23 ] |
| Hong Kong (Billboard)                   | 11                | [ 24 ] |
| Japan (Japan Hot 100)                   | 10                | [ 25 ] |
| Japan Combined Singles (Oricon)         | 14                | [ 26 ] |
| Malaysia (Billboard)                    | 11                | [ 27 ] |
| New Zealand Hot Singles (RMNZ)          | 7                 | [ 28 ] |
| Singapore (RIAS)                        | 3                 | [ 29 ] |
| Taiwan (Billboard)                      | 6                 | [ 30 ] |
| UK Indie Breakers (OCC)                 | 16                | [ 31 ] |
| US World Digital Song Sales (Billboard) | 7                 | [ 32 ] |
| Vietnam (Vietnam Hot 100)               | 35                | [ 33 ] |